# Principais grupos religiosos

Religiões predominantes do mundo mapeadas por país.

Distribuição geográfica das religiões mundiais ao redor do mundo.

Os principais sistemas religiosos e tradições espirituais do mundo podem ser classificadas em um pequeno grupo de religiões mundiais, mas não há um critério definido para o termo. A busca por uma definição começou no século XVIII, quando tentou-se observar o nível de civilidade das sociedades humanas ao redor do mundo.
Porcentagem mundial de aderentes por religião, 2015
De acordo com The World Factbook, elaborado pela CIA com dados de 2012, os sistemas religiosos e espirituais com maior número de adeptos em relação à população mundial são: cristianismo (28%); islamismo (22%); hinduísmo (15%); budismo (8,5%); pessoas sem religião (12%) e outros (14,5%). Estudos conduzidos pela Pew Research Center em 2009 mostram que, geralmente, nações mais pobres têm maior proporção de cidadãos que consideram a religião muito importante do que nações ricas, com exceção dos Estados Unidos e do Kuwait. A irreligiosidade e o ateísmo respondem por 14,27% e 3,97% da população mundial, seguidos pelas religiões étnicas indígenas.
Estas tradições espirituais podem ser também combinadas em grupos maiores, ou separadas em sub-denominações menores. O cristianismo, o islão e o judaísmo (e às vezes a Fé Bahá'í) podem ser unidos como religiões abraâmicas. O hinduísmo, o budismo, o sikhismo e o jainismo são classificados como religiões indianas (ou dármicas). A religião tradicional chinesa, o confucionismo, o taoísmo e o xintoísmo são classificados como religiões da Ásia Oriental (ou taoicas).

## História das categorias religiosas
Em culturas ao redor do mundo, tem existido, tradicionalmente, muitos grupos de crenças religiosas diferentes. Na cultura indiana, as diferentes filosofias religiosas eram tradicionalmente respeitadas como diferenças acadêmicas em busca de uma mesma verdade. No islamismo, o Alcorão menciona três categorias diferentes: os muçulmanos, os adeptos do Livro e os adoradores de ídolos. Inicialmente , os cristãos tinham uma visão de uma simples dicotomia de crenças mundiais: a civilidade cristã contra a heresia ou a barbárie estrangeira. No século XVIII, foi esclarecido que "heresia" foi um termo criado para se referir ao judaísmo e ao islamismo, além do paganismo, isso criou uma classificação de quatro categoria que gerou obras como Nazarenus, or Jewish, Gentile, and Mahometan Christianity, de John Toland, que representou a três religiões abraâmicas como diferentes "nações" ou seitas dentro de uma mesma religião: o "verdadeiro monoteísmo".
Daniel Defoe descreveu as diferenças religiosas da seguinte forma: "A religião é corretamente a adoração dada a Deus, mas isso também é aplicado à adoração de ídolos e de falsas divindades." Na virada do século XIX, entre 1780 e 1810, a linguagem mudou drasticamente: em vez de "religião", que é sinônimo de espiritualidade, os autores começaram a usar o plural "religiões" para se referir ao cristianismo e a outras formas de adoração. Uma das primeiras enciclopédias de Hannah Adams, por exemplo, teve seu nome alterado para Um Compêndio Alfabético Das Várias Seitas para Um Dicionário de Todas as Religiões e Denominações Religiosas.

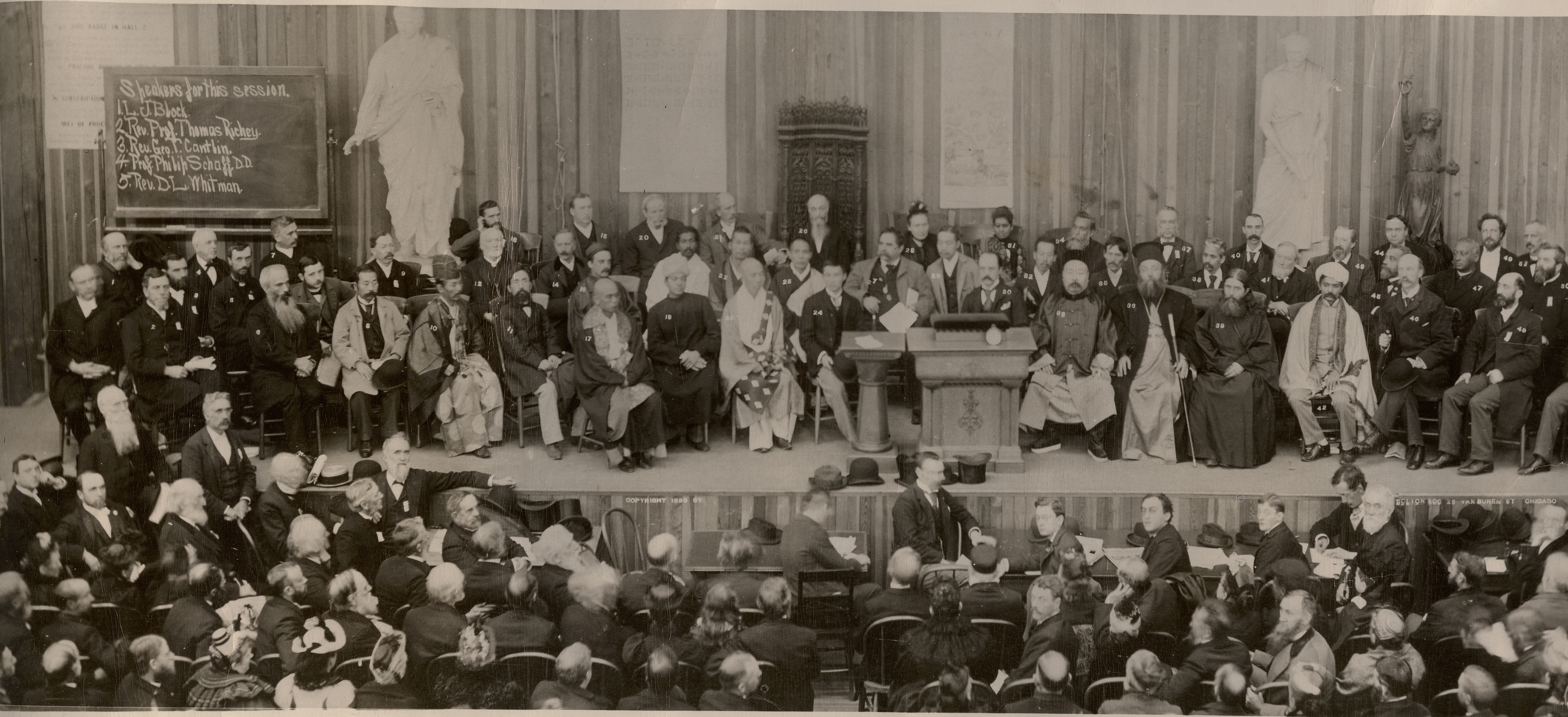
Fotografia do Parlamento Mundial de Religiões de 1893, realizado em Chicago, Estados Unidos.

Em 1838, as quatro categorias religiosas de cristianismo, judaísmo, islamismo e paganismo foram multiplicadas consideravelmente pela obra Analytical and Comparative View of All Religions Now Extant among Mankind, de Josias Conder. O trabalho de Conder ainda adere à classificação de quatro categorias, mas ele reúne muito trabalho histórico para criar algo parecido com a nossa imagem ocidental moderna: ele inclui drusos, Yezidis , mandeanos e elamitas em uma lista de grupos possivelmente monoteístas e, sob a categoria final de "politeísmo e panteísmo", ele lista o zoroastrismo, as "seitas reformadas dos vedas, puranas e tantras" da Índia, bem como "idolatria Brahminical", budismo, jainismo, sikhismo, lamaísmo, "religião da China e do Japão" e "superstições iliterárias".
O significado moderno da expressão "religião mundial", que coloca os não cristãos no mesmo nível de cristãos, começou com o Parlamento Mundial de Religiões realizado em 1893 em Chicago, Estados Unidos. O Parlamento impulsionou a criação de uma dúzia de palestras financiadas pelo setor privado com o intuito de informar as pessoas sobre a diversidade da experiência religiosa: essas palestras financiaram pesquisadores como William James, D. T. Suzuki e Alan Watts, que influenciaram muito a concepção pública das religiões mundiais.
Na segunda metade do século XX, a categoria de "religião mundial" foi seriamente questionada, especialmente por traçar paralelos entre culturas muito diferentes e, criando assim, uma separação arbitrária entre o religioso e o secular. Mesmo professores de história têm evitado e desaconselhado o ensino da concepção de "religiões mundiais" nas escolas. Outros veem a formação das religiões no contexto do Estado-nação como uma "invenção de tradições".

## Religiões mundiais
Uma maneira de definir uma grande religião é pelo número de adeptos atuais. Os números da população religiosa são computados por uma combinação de relatórios de censos e pesquisas populacionais (em países onde os dados sobre religião não são coletados no censo como, por exemplo, os Estados Unidos ou a França), mas os resultados podem variar muito, dependendo da forma como as perguntas são formuladas, as definições de religião usadas e o viés das agências ou organizações que realizam tal pesquisa. Religiões informais ou desorganizados são especialmente difíceis de estimar.[carece de fontes?]
Não há consenso entre os pesquisadores quanto a melhor metodologia para determinar o perfil religioso da população mundial. Uma série de aspectos fundamentais são importantes, como se essa "cultura religiosa é historicamente predominante"; se entram na estimativa apenas aqueles que praticam ativamente uma religião em particular; se a estimativa for feita com base no conceito de "adesão"; entre outros.

### Grandes
| Categoria religiosa                                               | Número de adeptos (em milhões) | Número de adeptos (em milhões) | Tradição cultural          | Principais regiões |
| ----------------------------------------------------------------- | ------------------------------ | ------------------------------ | -------------------------- | --- |
| Cristianismo                                                      | 2.000–2.200                    | [ 13 ]                         | Religiões abraâmicas       | Predominante no mundo ocidental (Europa, Américas e Oceania), África subsaariana, Filipinas e Timor-Leste no Sudeste da Ásia. Existem minorias no mundo todo..                            |
| Islã                                                              | 1.570–1.650                    | [ 14 ] [ 15 ]                  | Religiões abraâmicas       | Oriente Médio, Norte da África, Ásia Central, Sul da Ásia, África Ocidental, Arquipélago Malaio, com grandes comunidades na África Oriental, Bálcãs, Rússia e China (ver islão por país). |
| Sem religião                                                      | 1.100                          | [ 17 ]                         | Secularismo                | Predominante no mundo ocidental. Existem minorias ao redor do mundo (ver irreligião por país).                                                                                            |
| Hinduísmo                                                         | 828–1.000                      | [ 18 ]                         | Religiões indianas         | Sul da Ásia, Bali, Maurícia, Fiji, Guiana, Trinidad e Tobago, Suriname e minorias ao redor do mundo.                                                                                      |
| Budismo                                                           | 400–500                        | [ 19 ] [ 20 ] [ 21 ]           | Religiões indianas         | Sul da Ásia, Ásia Oriental, Sudeste da Ásia, Austrália e algumas regiões da Rússia. |
| Religiões folclóricas                                             | 600-3.000                      |                                | Religiões folclóricas      | África, Ásia, Américas |
| Religião tradicional chinesa (inclui o taoísmo e o confucionismo) | 400-1.000                      | [ 22 ] [ nota 1 ]              | Religiões da Ásia Oriental | Ásia Oriental, Vietnã, Singapura e Malásia. |

### Médias
| Categoria religiosa       | Número de adeptos (em milhões) | Número de adeptos (em milhões) | Tradição cultural                              | Principais regiões |
| ------------------------- | ------------------------------ | ------------------------------ | ---------------------------------------------- | --- |
| Xintoísmo                 | 27–65                          | [ 23 ]                         | Religiões da Ásia Oriental                     | Japão |
| Sikhismo                  | 24–28                          | [ 24 ] [ 19 ]                  | Religiões indianas                             | Subcontinente indiano, Australásia, América do Norte, Sudeste da Ásia, Reino Unido e Europa ocidental. |
| Espiritismo               | 15-20                          | [ 25 ]                         | Religiões abraâmicas, Novo movimento religioso | Em todo o mundo, mas principalmente no Brasil, Cuba e na Jamaica. |
| Judaísmo                  | 14–18                          | [ 19 ]                         | Religiões abraâmicas                           | Israel e ao redor do mundo através da diáspora judaica (maior parte na América do Norte, América do Sul, Europa e Ásia).                                                                                          |
| Wicca e Neopaganismo      | 12-19                          | [ 27 ]                         | Novo movimento religioso                       | Estados Unidos, Austrália, Europa, Canadá, Brasil. |
| Jainismo                  | 8–12                           | [ nota 3 ]                     | Religiões indianas                             | Índia e África Oriental. |
| Fé Bahá'í                 | 7,6–7,9                        | [ 28 ] [ 29 ]                  | Religiões abraâmicas                           | Dispersa pelo mundo, mas com grandes populações (cerca de 60% dos adeptos da Fé Bahá'í) na Índia, Estados Unidos, Vietnã, Quênia, República Democrática do Congo, Filipinas, Zâmbia, África do Sul, Irã e Bolívia |
| Cao dai                   | 1–3                            | [ 33 ]                         | Religiões da Ásia Oriental                     | Vietnã. |
| Cheondoísmo               | 3                              | [ 34 ]                         | Religiões da Ásia Oriental                     | Coreia do Norte e do Sul |
| Tenrikyo                  | 2                              | [ 35 ]                         | Religiões da Ásia Oriental                     | Japão e Brasil. |
| Igreja Messiânica Mundial | 1                              | [ 36 ]                         | Religiões da Ásia Oriental                     | Japão e Brasil |
| Seicho-no-ie              | 0,8                            | [ 35 ]                         | Religiões da Ásia Oriental                     | Japão e Brasil. |
| Movimento rastafári       | 0,7                            | [ 37 ]                         | Novo movimento religioso, Religiões abraâmicas | Jamaica, Caribe e África. |
| Unitário-Universalismo    | 0,63                           | [ 38 ]                         | Novo movimento religioso                       | Estados Unidos, Canadá, Europa. |
| Zoroastrismo              | 0,3                            |                                | Religiões iranianas                            | Índia, Irã, Tadjiquistão, Afeganistão. |